# 마슈산

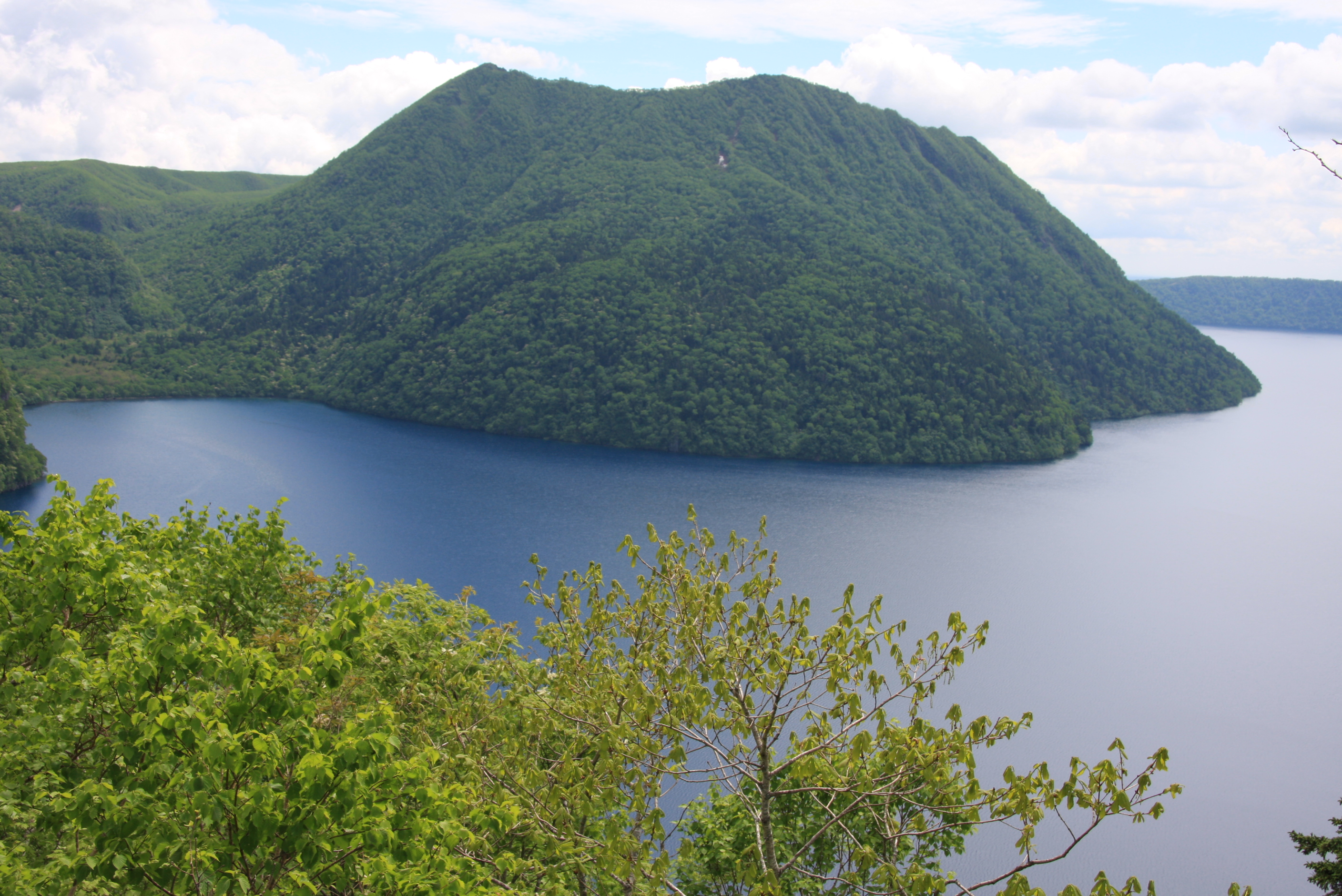
마슈 산

마슈산(일본어: 摩周岳)은 일본 홋카이도의 마슈호 바로 옆에 있는 성층 화산으로, 잠재적인 활화산이다. 이 화산은 붕괴된 성층 화산으로, 정상에 거대한 분화구가 있다. 다른 이름은 가무이누푸리(일본어: カムイヌプリ)로, 이는 신의 산이란 의미를 가지고 있다. 과거 대분화(화산 폭발 지수 5)로 형성된 큰 분화구가 있다.